# Majid Hosseini
Seyad Majid Hosseini (Teheran, 20 juni 1996) is een Iraans profvoetballer die als verdediger speelt.

## Clubcarrière
Hosseini speelde in de jeugdopleiding van Saipa en Esteghlal en kwam daar vanaf 2014 in het eerste team. In het seizoen 2015/16 werd hij verhuurd aan Rah Ahan. Met Esteghlal won hij in 2018 de Iraanse voetbalbeker. In 2018 maakte hij de overstap naar Turkije. Eerst speelde hij bij Trabzonspor. Later tekende hij bij Kayserispor.

## Interlandcarrière
Hij doorliep vanaf de onder 17 alle nationale jeugdelftallen en speelde op Aziatische jeugdkampioenschappen. In 2018 debuteerde Hosseini in het Iraans voetbalelftal en hij maakt deel uit van de selectie op het wereldkampioenschap voetbal 2018.